# Szubin (gmina)

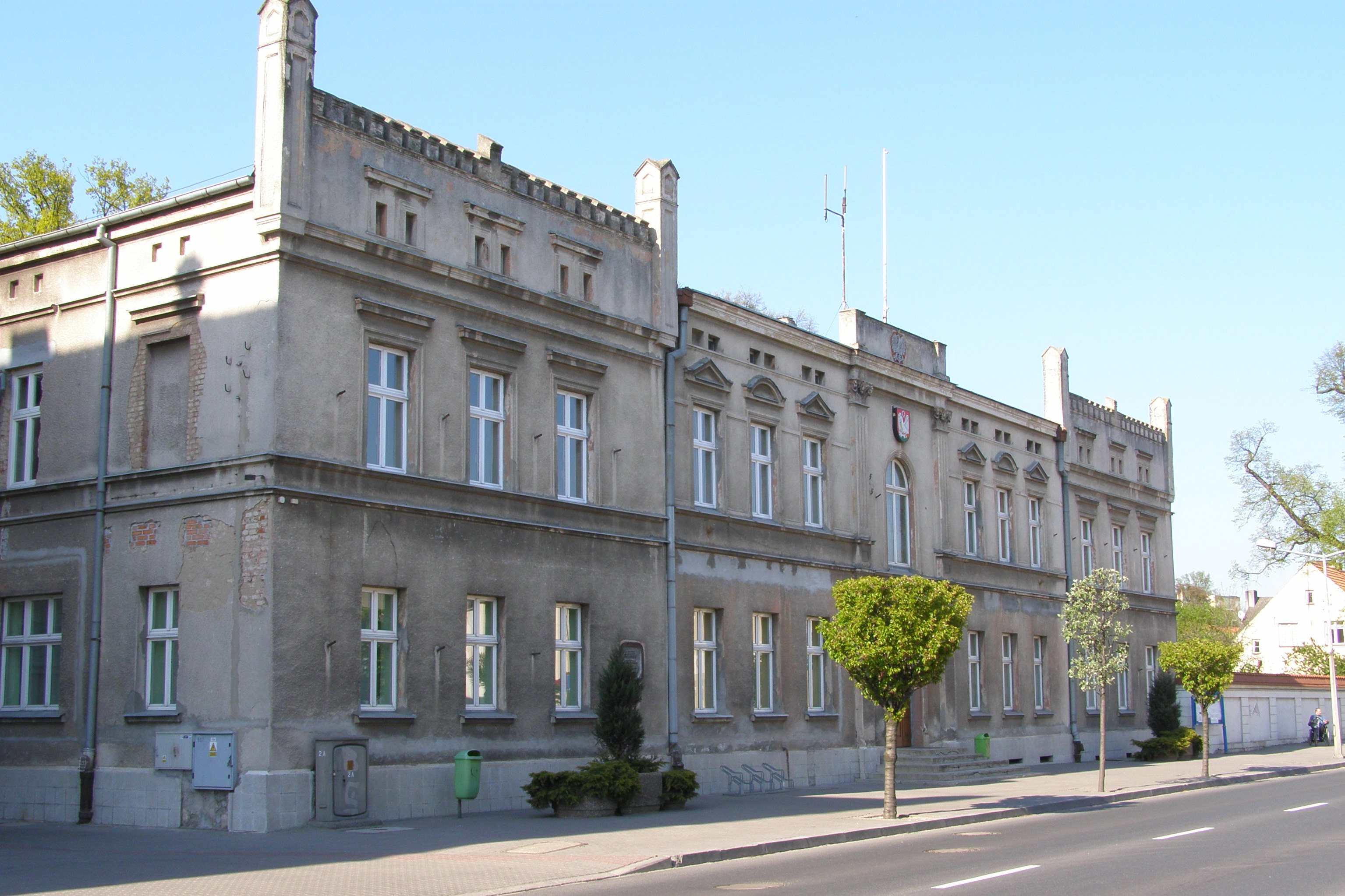
Urząd Miasta i Gminy Szubin

Szubin – gmina miejsko-wiejska w Polsce położona w województwie kujawsko-pomorskim, w powiecie nakielskim. W latach 1975–1998 gmina administracyjnie należała do województwa bydgoskiego.
Siedzibą gminy jest Szubin.
Według danych z 30 czerwca 2012 gminę zamieszkiwały 24 142 osoby.

## Struktura powierzchni
Według danych z roku 2002 gmina Szubin ma obszar 332,09 km², w tym:
- użytki rolne: 57%
- użytki leśne: 33%

Gmina stanowi 29,64% powierzchni powiatu.

## Demografia

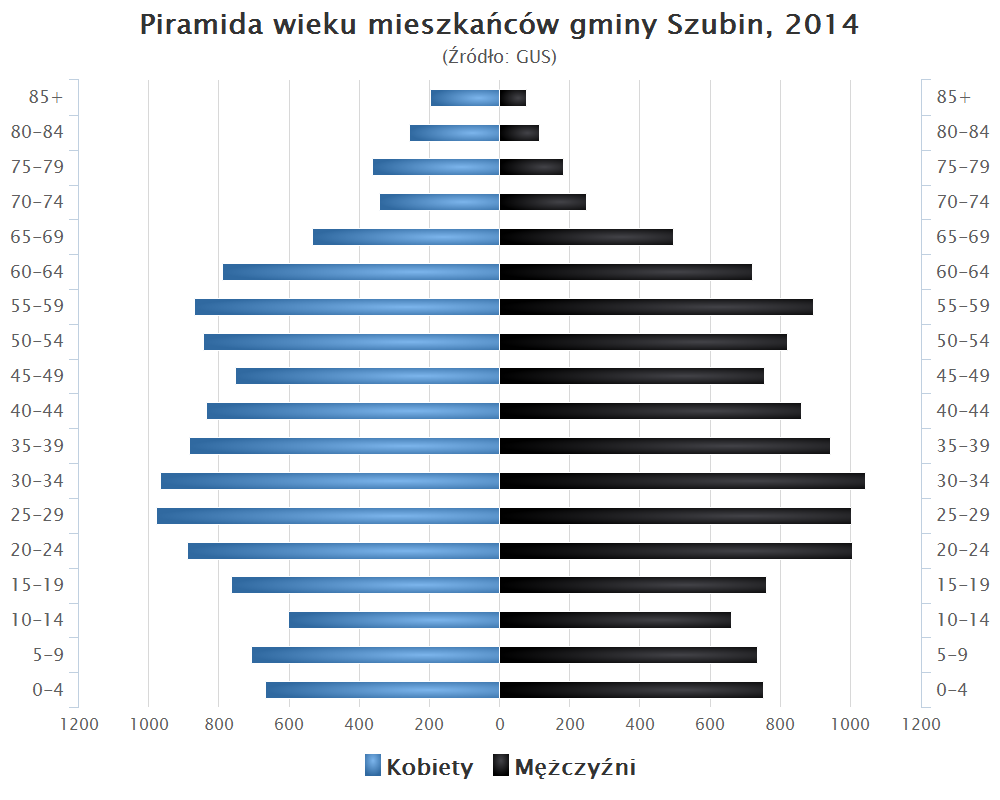
Piramida wieku mieszkańców gminy Szubin w 2014 roku

Dane z 31 grudnia 2007:
| Opis                              | Ogółem | Ogółem | Kobiety | Kobiety | Mężczyźni | Mężczyźni |
| --------------------------------- | ------ | ------ | ------- | ------- | --------- | --------- |
| jednostka                         | osób   | %      | osób    | %       | osób      | %         |
| populacja                         | 22 907 | 100    | 11 628  | 50,8    | 11 279    | 49,2      |
| gęstość zaludnienia (mieszk./km²) | 69,0   | 69,0   | 35,0    | 35,0    | 34,0      | 34,0      |

## Zabytki
Wykaz zarejestrowanych zabytków nieruchomych na terenie gminy:
- zespół dworski (młynarski) z XIX w. w Chobielinie, obejmujący: dwór młynarza; dom, tzw. leśniczówka; budynek gospodarczy szachulcowy; młyn wodny; jaz; park, nr A/277/1-5 z 30.09.1991 roku
- zespół dworski z pierwszej połowy XIX w. w Chraplewie, obejmujący: dwór; park, nr 193/A z 15.01.1986 roku
- zespół dworski z ok. 1870 roku w Pińsku, obejmujący: dwór; park, nr 123/A z 30.12.1983 roku
- zespół pałacowy z drugiej połowy XIX w. w Samoklęskach Dużych, obejmujący: pałac; park, nr 195/A z 15.01.1986 roku
- kościół parafii pod wezwaniem św. Bartłomieja Apostoła z lat 1891-92 w Samoklęskach Dużych, nr A/1584 z 11.03.2011 roku
- zespół kościelny parafii pod wezwaniem św. Wita w Słupach, obejmujący: kościół z lat 1841-43; nieczynny cmentarz z XIX w.; ogrodzenie murowano-metalowe z 1903 roku, nr A/1552/1-3 z 17.02.2010 roku
- zespół dworski z przełomu XVIII/XIX w. w Słupach, obejmujący: dwór; park, nr A/222/1-2 z 05.06.1987 roku
- nawa kościoła parafialnego z 1838 roku w Szaradowie, nr A/1589 z 17.05.2011 roku
- kościół parafii pod wezwaniem św. Marcina z XIV w. w Szubinie, nr A/311 z 10.03.1933 roku
- drewniany kościół pod wezwaniem św. Małgorzaty z ok. 1748 roku w Szubinie, nr A/312 z 10.03.1933 roku
- ruina zamku z drugiej połowy XIV w. w Szubinie, nr A/310 z 29.09.1932 roku
- zespół pałacowy z połowy XIX w. w Zalesiu, obejmujący: pałac; park, nr 122/A z 30.12.1983 roku
- zespół folwarczny z przełomu XIX/XX w. w Zalesiu, obejmujący: gorzelnię; strażnicę; wozownię, nr A/483/1-3 z 07.03.1997 roku.

## Sołectwa
Chomętowo, Chraplewo, Ciężkowo, Dąbrówka Słupska, Gąbin, Godzimierz, Grzeczna Panna, Kołaczkowo, Kornelin, Kowalewo, Królikowo, Łachowo, Małe Rudy, Mąkoszyn, Pińsko, Retkowo, Rynarzewo, Samoklęski Duże, Samoklęski Małe, Słonawy, Słupy, Smolniki, Stary Jarużyn, Szkocja, Szubin-Wieś, Tur, Wąsosz, Wolwark, Zalesie, Zamość, Żędowo, Żurczyn, Stanisławka.

## Pozostałe miejscowości
Ameryczka, Bielawy, Brzózki, Chobielin, Dąbrowa, Drogosław, Głęboczek, Jeziorowo, Koraczewko, Nadkanale, Nadjeziorze, Niedźwiady, Olek, Pińsko (osada), Podlaski, Rzemieniewice, Skórzewo, Smarzykowo, Suchy Pies, Szaradowo, Trzciniec, Wojsławiec, Wrzosy, Wymysłowo, Zazdrość, Zielonowo, Zielonowo (osada leśna).

## Sąsiednie gminy
Białe Błota, Kcynia, Łabiszyn, Nakło nad Notecią, Żnin